# Mägo de Oz
Mägo de Oz — рок-гурт з Іспанії, виконує музику в жанрі фолк-метал і пауер-метал. Заснована ударником Txus di Fellatio в 1989 році в Мадриді. Широко популярний як на батьківщині, так і за кордоном. Назва гурту в перекладі з іспанської означає «Чарівник країни Оз» (перша назва — Transilvania). На музику Mägo de Oz, серед інших, вплинули такі групи, як Queen, Iron Maiden, Deep Purple, Barón Rojo, Led Zeppelin, Rainbow.Більшість їхніх пісень виконана рідною іспанською і лише кілька англійською мовою (зокрема, кавери).

## Музичний стиль і вплив на звучання
Учасники Mägo de Oz ніколи не заганяли себе в жорсткі рамки одного стилю, постійно розвиваючись в музичному плані.
На музику Mägo de Oz вплинуло багато груп, які виконують різні різновиди металу, а також класичну і народну музику. Про це не одноразово говорив лідер гурту, ударник Txus Di Fellatio. Багато слхачів співвідносять музику Mägo de Oz з кельтським і фолк-металом, проте деякі шанувальники і дослідники не поспішають підтвердити її приналежність до цього жанру. Це припущення викликано використанням в музиці колективу таких інструментів, як скрипка, флейта, клавішні, і навіть сопілки і чаранго (у чому можна переконатися, послухавши пісню El Atrapasueños з платівки Gaia). Однак, колектив сильно відрізняється від інших гуртів, яких традиційно зараховують до жанру кельтського і фолк-металу.
Перерахувати всі гурти, що вплинули на творчість Mägo de Oz неможливо; ось приклади лише основних з них.
Виконавці: рок і метал: Iron Maiden, Queen, Deep Purple, AC/DC і віднедавна Helloween і Rammstein, а також In Extremo (група, з якою співпрацював José Andrëa (додатковий вокал в пісні «En esta Noche»)); інше: Моцарт, Брамс і Бах.

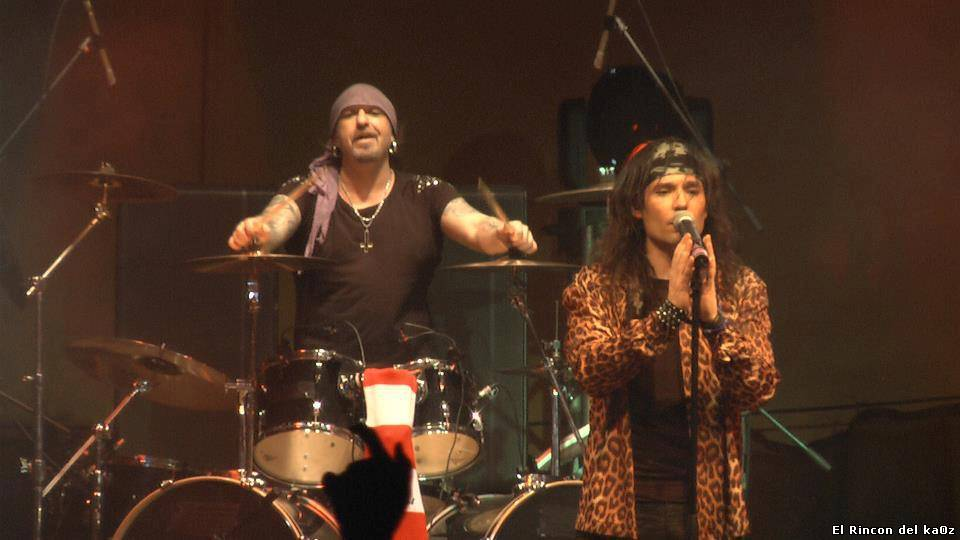
Txús і Zeta, 2013 р.

Жанри: рок і метал: хеві-метал, пауер-метал, класичний і хард-рок, індастріал-метал, симфонічний і фолк-метал; інші: класика, кельтська музика, українська народна музика, пасильо і фламенко.
У зв'язку з цим можна зробити висновок, що деяка частина музкики гурту — це «кавери на пісні інших груп; як приклад, можна перелічити декілька найвідоміших композицій: En nombre de Dios („Master of Babylon“ — Rainbow); El templo del Adiós („The temple of the King“ —  Rainbow); Mañana Empieza Hoy (Hymn — Ultravox); En un lugar…(частина саундтреку до фільму» Хоробре серце") і весь альбом Belfast.

## Учасники
- Хав'єр Домінгес (Javier Domínguez) (2012) — вокал
- Хесус Ернандес Хіль (Txus di Fellatio) — ударні та хор
- Карлос Гіхарро (Mohamed) — скрипка, віола та хор
- Франсиско Хав'єр Гомес (Frank) — ритм-гітара, акустична гітара, хор
- Хуан Мартін Лопес (Carlitos) — соло-гітара і хор
- Серхіо «Кискилья» Сіснерос — клавішні, семпли, акордеон
- Педро Ерреро (Peri) — бас-гітара
- Патрісія Тапіа — вокал, хор
- Хосе Мануель Анторал (Josema) — флейта

## Колишні учасники
- Хуанма Родрігес — вокал
- Фернандо Понсе (Ponce de León) — поперечна флейта і волинка
- Серхіо Мартінес (Ankhara) — бас-гітара
- Луїс Мігель Навайон — бас-гітара
- Хосе Марія Алонсо — акустична гітара
- Тоні Корраль — саксофон
- Хорхе Салан — соло-гітара
- Хосе Андреа (José Andrëa) — вокал (1996—2011)

## Дискографія
- Mägo de Oz (1994)
- Jesús de Chamberí (1996)
- Mägo de Oz (La Bruja) (EP, 1997)
- La Leyenda de la Mancha (1998)
- Finisterra (2000)
- Fölktergeist (live, 2002)
- A Costa da Rock (DVD, 2003)
- Gaia (2003)
- Belfast (2004)
- Madrid — Las Ventas (live, 2005)
- Gaia II — La Voz Dormida (2005)
- Rare Zas (2006)
- Rock N' Oz (компиляция, 2006)
- The Best of Oz (компиляция, 2006)
- La Ciudad De Los Arboles (2007)
- Gaia III — Atlantia (2010)
- Gaia — Epilogo (2010)
- Hechizos, pócimas y brujería (2012)
- Celtic Land (2013)
- Ilussia (2014)